# Bayer 04 Leverkusen Fußball 2013-2014

## Stagione
Nella stagione 2013-2014, il Bayer Leverkusen ha partecipato alla Bundesliga, alla UEFA Champions League e alla Coppa di Germania. In campionato è giunta quarta, dopo una flessione nel girone di ritorno che ha portato all'esonero dell'allenatore finlandese Sami Hyypiä, nella Coppa nazionale è stata eliminata ai quarti di finale dal Kaiserslautern mentre nella Champions League è stata eliminata agli ottavi di finale dai francesi del Paris Saint-Germain dopo essere giunta seconda nel proprio girone.
Al termine della Stagione Andrés Guardado (Messico), Emir Spahić (Bosnia ed Erzegovina) e Son Heung-Min (Corea del Sud), furono convocati nelle rispettive nazionali per il campionato mondiale Brasile 2014
|  | Pos. | Squadra          | Pt | G  | V  | N | P  | GF | GS | DR  |
|  | ---- | ---------------- | -- | -- | -- | - | -- | -- | -- | --- |
|  | 4.   | Bayer Leverkusen | 61 | 34 | 19 | 4 | 11 | 60 | 41 | +19 |

## Maglie e sponsor
Lo sponsor che compare sulle maglie della società è Sunpower.
Lo sponsor tecnico è il marchio Tedesco Adidas.
|  | Casa Maglia |  | Trasferta Maglia |  | Terza Maglia |

## Rosa
| N. |                                 | Ruolo | Calciatore         |
| -- | ------------------------------- | ----- | ------------------ |
| 1  | Germania (bandiera)             | P     | Bernd Leno         |
| 2  | Grecia (bandiera)               | D     | Kōstas Stafylidīs  |
| 3  | Germania (bandiera)             | C     | Stefan Reinartz    |
| 4  | Germania (bandiera)             | D     | Philipp Wollscheid |
| 5  | Bosnia ed Erzegovina (bandiera) | D     | Emir Spahić        |
| 6  | Germania (bandiera)             | C     | Simon Rolfes       |
| 7  | Corea del Sud (bandiera)        | A     | Son Heung-min      |
| 8  | Germania (bandiera)             | C     | Lars Bender        |
| 9  | Svizzera (bandiera)             | A     | Eren Derdiyok      |
| 10 | Germania (bandiera)             | C     | Emre Can           |
| 11 | Germania (bandiera)             | A     | Stefan Kießling    |
| 13 | Germania (bandiera)             | C     | Jens Hegeler       |
| 14 | Germania (bandiera)             | D     | Roberto Hilbert    |
| 15 | Germania (bandiera)             | C     | Levin Öztunalı     |
| 16 | Svizzera (bandiera)             | A     | Josip Drmić        |
| 17 | Polonia (bandiera)              | D     | Sebastian Boenisch |

| N. |                          | Ruolo | Calciatore         |  |
| -- | ------------------------ | ----- | ------------------ |  |
| 18 | Germania (bandiera)      | C     | Sidney Sam         |  |
| 19 | Germania (bandiera)      | C     | Julian Brandt      |  |
| 20 | Messico (bandiera)       | C     | Andrés Guardado    |  |
| 21 | Turchia (bandiera)       | D     | Ömer Toprak        |  |
| 22 | Stati Uniti (bandiera)   | P     | David Yelldell     |  |
| 23 | Australia (bandiera)     | C     | Robbie Kruse       |  |
| 24 | Corea del Sud (bandiera) | A     | Ryu Seung-woo      |  |
| 25 | Spagna (bandiera)        | P     | Andrés Palop       |  |
| 26 | Italia (bandiera)        | D     | Giulio Donati      |  |
| 27 | Germania (bandiera)      | C     | Gonzalo Castro     |  |
| 30 | Germania (bandiera)      | D     | Malcolm Cacutalua  |  |
| 32 | Germania (bandiera)      | C     | Jonas Meffert      |  |
| 35 | Germania (bandiera)      | C     | Alexander Bieler   |  |
| 36 | Germania (bandiera)      | P     | Niklas Lomb        |  |
| 37 | Germania (bandiera)      | C     | Maximilian Wagener |  |

## Organigramma societario
Area direttiva
- Presidente: Wolfgang Holzhäuser
- Direttore delle Finanze: Fabian Otto
- Responsabile area Legale: Christine Bernard

Area comunicazione
- Responsabile area comunicazione: Meinolf Sprink

Area marketing
- Direttore operazioni commerciali: Simon Pallman
- Area strategica: Felix Duden

Area tecnica
- Direttore sportivo: Rudi Völler
- Allenatore: Sami Hyypiä (esonerato)
Sascha Lewandowski (subentrato)
- Preparatore/i atletico/i:  Dr. Holger Broich
- Preparatore dei portieri: Rüdiger Vollborn
- Assistenti allenatore:
- Medico sociale:

## Risultati

### Bundesliga

#### Girone di andata
| Arbitro: | Perl |

|                              |           |           |
| Kießling 22’ Son 46’ Sam 52’ | Marcatori | 40’ Hanke |

| Arbitro: | Zwayer |

|  |           |                    |
|  | Marcatori | 42’ (aut.) Schwaab |

| Arbitro: | Brych |

|                                             |           |                        |
| Kießling 23’ (rig.) Sam 28’, 60’ Castro 72’ | Marcatori | 54’ Stranzl 57’ Arango |

| Arbitro: | Gagelmann |

|                             |           |  |
| Höger 30’ Farfán 83’ (rig.) | Marcatori |  |

| Arbitro: | Schmidt |

|                           |           |          |
| Sam 24’ Kießling 65’, 90’ | Marcatori | 39’ Olić |

| Arbitro: | Aytekin |

|           |           |                                        |
| Malli 82’ | Marcatori | 19’, 45’ Kruse 38’ Bender 59’ Kießling |

| Arbitro: | Stark |

|                    |           |  |
| Rolfes 23’ Sam 37’ | Marcatori |  |

| Arbitro: | Kircher |

|         |           |           |
| Sam 31’ | Marcatori | 29’ Kroos |

| Arbitro: | Brych |

|                |           |                      |
| Schipplock 88’ | Marcatori | 26’ Sam 70’ Kießling |

| Arbitro: | Gräfe |

|                    |           |          |
| Rolfes 34’ Can 83’ | Marcatori | 24’ Hahn |

| Arbitro: | Sippel |

|             |           |  |
| Kumbela 81’ | Marcatori |  |

| Arbitro: | Hartmann |

|                                          |           |                              |
| Son 9’, 16’, 55’ Kießling 72’ Castro 89’ | Marcatori | 23’ Beister 49’, 74’ Lasogga |

| Arbitro: | Winkmann |

|  |           |              |
|  | Marcatori | 29’ Kießling |

| Arbitro: | Drees |

|                           |           |  |
| Son 36’, 76’ Kießling 47’ | Marcatori |  |

| Arbitro: | Meyer |

|  |           |         |
|  | Marcatori | 18’ Son |

| Arbitro: | Stark |

|  |           |          |
|  | Marcatori | 61’ Russ |

| Arbitro: | Hartmann |

|            |           |  |
| García 74’ | Marcatori |  |

#### Girone di ritorno
| Arbitro: | Aytekin |

|                                  |           |                      |
| Mehmedi 27’ Schmid 53’ Klaus 90’ | Marcatori | 4’ Bender 35’ Rolfes |

| Arbitro: | Zwayer |

|                           |           |             |
| Kießling 26’ Derdiyok 84’ | Marcatori | 12’ Leitner |

| Arbitro: | Meyer |

|  |           |         |
|  | Marcatori | 62’ Son |

| Arbitro: | Weiner |

|                    |           |                            |
| Santana 66’ (aut.) | Marcatori | 28’ Goretzka 74’ Huntelaar |

| Arbitro: | Kinhöfer |

|                                    |           |         |
| Dost 13’ Gustavo 58’ Rodríguez 73’ | Marcatori | 45’ Sam |

| Arbitro: | Stark |

|  |           |                   |
|  | Marcatori | 37’ Choupo-Moting |

| Arbitro: | Zwayer |

|             |           |            |
| Rudņevs 33’ | Marcatori | 28’ Castro |

| Arbitro: | Schmidt |

|                                  |           |              |
| Mandžukić 44’ Schweinsteiger 52’ | Marcatori | 90’ Kießling |

| Arbitro: | Drees |

|                         |           |                                              |
| Kießling 39’ Rolfes 54’ | Marcatori | 14’ (rig.) Salihović 40’ Volland 89’ Modeste |

| Arbitro: | Kinhöfer |

|            |           |                              |
| Werner 59’ | Marcatori | 11’ Kießling 80’ Son 83’ Can |

| Arbitro: | Winkmann |

|                     |           |             |
| Kießling 53’ (rig.) | Marcatori | 47’ Reichel |

| Arbitro: | Dankert |

|                              |           |            |
| Çalhanoğlu 4’ Westermann 82’ | Marcatori | 58’ Brandt |

| Arbitro: | Stieler |

|                        |           |            |
| Kießling 1’ Brandt 24’ | Marcatori | 38’ Wagner |

| Arbitro: | Fritz |

|                  |           |                                          |
| Plattenhardt 26’ | Marcatori | 16’, 80’ Spahić 48’ Boenisch 87’ Hilbert |

| Arbitro: | Perl |

|                      |           |                           |
| Bender 7’ Castro 35’ | Marcatori | 29’ Kirch 39’ (rig.) Reus |

| Arbitro: | Drees |

|  |           |                    |
|  | Marcatori | 27’ Castro 36’ Can |

| Arbitro: | Kircher |

|                    |           |              |
| Toprak 33’ Son 53’ | Marcatori | 21’ Selassie |

### Coppa di Germania
| Arbitro: | Christ |

|             |           |                                                  |
| Kolodzig 6’ | Marcatori | 5’ Bender 24’, 81’ Sam 41’, 86’ Kießling 63’ Son |

| Arbitro: | Meyer |

|  |           |                 |
|  | Marcatori | 62’ Son 89’ Sam |

| Arbitro: | Kinhöfer |

|            |           |                  |
| Ginter 19’ | Marcatori | 1’ Kruse 77’ Can |

| Arbitro: | Welz |

|  |           |              |
|  | Marcatori | 114’ Jenssen |

### Champions League

#### Fase a gironi
| Arbitro: | Skomina |

|                                             |           |                       |
| Rooney 22’, 70’ van Persie 59’ Valencia 79’ | Marcatori | 54’ Rolfes 88’ Toprak |

| Arbitro: | Karasëv |

|                        |           |          |
| Rolfes 45’ Hegeler 90’ | Marcatori | 51’ Vela |

| Arbitro: | Lannoy |

|                                             |           |  |
| Kießling 22’, 72’ Rolfes 50’ (rig.) Sam 57’ | Marcatori |  |

| Donec'k 5 novembre 2013, ore 20:45 CET 4ª giornata | Šachtar | 0 – 0 referto | Bayer Leverkusen | Donbass Arena (50 115 spett.)\| Arbitro: \| Collum \| |
| Arbitro:                                           | Collum  |               |                  |                                                       |

| Arbitro: | Moen |

|  |           |                                                                |
|  | Marcatori | 22’ Valencia 30’ (aut.) Spahić 65’ Evans 77’ Smalling 88’ Nani |

| Arbitro: | Hagen |

|  |           |            |
|  | Marcatori | 49’ Toprak |

#### Fase ad eliminazione diretta
| Arbitro: | Kassai |

|  |           |                                                   |
|  | Marcatori | 3’ Matuidi 39’ (rig.), 42’ Ibrahimović 88’ Cabaye |

| Arbitro: | Bebek |

|                            |           |        |
| Marquinhos 13’ Lavezzi 53’ | Marcatori | 6’ Sam |

## Statistiche

### Statistiche di squadra
| Competizione      | Punti | In casa | In casa | In casa | In casa | In casa | In casa | In trasferta | In trasferta | In trasferta | In trasferta | In trasferta | In trasferta | Totale | Totale | Totale | Totale | Totale | Totale | DR  |
| Competizione      | Punti | G       | V       | N       | P       | Gf      | Gs      | G            | V            | N            | P            | Gf           | Gs           | G      | V      | N      | P      | Gf     | Gs     | DR  |
| ----------------- | ----- | ------- | ------- | ------- | ------- | ------- | ------- | ------------ | ------------ | ------------ | ------------ | ------------ | ------------ | ------ | ------ | ------ | ------ | ------ | ------ | --- |
| Bundesliga        | 61    | 17      | 10      | 3       | 4       | 35      | 22      | 17           | 9            | 1            | 7            | 25           | 19           | 34     | 19     | 4      | 11     | 60     | 41     | +19 |
| Coppa di Germania | -     | 1       | 0       | 0       | 1       | 0       | 1       | 3            | 3            | 0            | 0            | 10           | 2            | 4      | 3      | 0      | 1      | 10     | 3      | +7  |
| Champions League  | -     | 4       | 2       | 0       | 2       | 6       | 10      | 4            | 1            | 1            | 2            | 4            | 6            | 8      | 3      | 1      | 4      | 10     | 16     | -6  |
| Totale            | -     | 22      | 12      | 3       | 7       | 41      | 33      | 24           | 13           | 2            | 9            | 39           | 27           | 46     | 25     | 5      | 16     | 80     | 60     | +20 |

### Andamento in campionato
| Giornata  | 1 | 2 | 3 | 4 | 5 | 6 | 7 | 8 | 9 | 10 | 11 | 12 | 13 | 14 | 15 | 16 | 17 | 18 | 19 | 20 | 21 | 22 | 23 | 24 | 25 | 26 | 27 | 28 | 29 | 30 | 31 | 32 | 33 | 34 |
| --------- | - | - | - | - | - | - | - | - | - | -- | -- | -- | -- | -- | -- | -- | -- | -- | -- | -- | -- | -- | -- | -- | -- | -- | -- | -- | -- | -- | -- | -- | -- | -- |
| Luogo     | C | T | C | T | C | T | C | C | T | C  | T  | C  | T  | C  | T  | C  | T  | T  | C  | T  | C  | T  | C  | T  | T  | C  | T  | C  | T  | C  | T  | C  | T  | C  |
| Risultato | V | V | V | P | V | V | V | N | V | V  | P  | V  | V  | V  | V  | P  | P  | P  | V  | V  | P  | P  | P  | N  | P  | P  | V  | N  | P  | V  | V  | N  | V  | V  |
| Posizione | 3 | 2 | 2 | 3 | 3 | 3 | 3 | 3 | 3 | 3  | 3  | 3  | 2  | 2  | 2  | 2  | 2  | 2  | 2  | 2  | 2  | 2  | 3  | 3  | 4  | 4  | 4  | 4  | 5  | 4  | 4  | 4  | 4  | 4  |

Legenda:

Luogo: C = Casa; T = Trasferta. Risultato: V = Vittoria; N = Pareggio; P = Sconfitta.

### Statistiche dei giocatori
| Giocatore     | Bundesliga | Bundesliga | Bundesliga  | Bundesliga | Coppa di Germania | Coppa di Germania | Coppa di Germania | Coppa di Germania | Champions League | Champions League | Champions League | Champions League | Totale   | Totale | Totale      | Totale     |
| Giocatore     | Presenze   | Reti       | Ammonizioni | Espulsioni | Presenze          | Reti              | Ammonizioni       | Espulsioni        | Presenze         | Reti             | Ammonizioni      | Espulsioni       | Presenze | Reti   | Ammonizioni | Espulsioni |
| ------------- | ---------- | ---------- | ----------- | ---------- | ----------------- | ----------------- | ----------------- | ----------------- | ---------------- | ---------------- | ---------------- | ---------------- | -------- | ------ | ----------- | ---------- |
| B. Leno       | 34         | 0          | 1           | 0          | 4                 | 0                 | 0                 | 0                 | 8                | 0                | 1                | 0                | 46       | 0      | 2           | 0          |
| N. Lomb       | -          | -          | -           | -          | -                 | -                 | -                 | -                 | -                | -                | -                | -                | -        | -      | -           | -          |
| A. Palop      | -          | -          | -           | -          | -                 | -                 | -                 | -                 | -                | -                | -                | -                | -        | -      | -           | -          |
| D. Yelldell   | -          | -          | -           | -          | -                 | -                 | -                 | -                 | -                | -                | -                | -                | -        | -      | -           | -          |
| S. Boenisch   | 25         | 1          | 2           | 0          | 2                 | 0                 | 0                 | 0                 | 4                | 0                | 1                | 0                | 31       | 1      | 3           | 0          |
| M. Cacutalua  | -          | -          | -           | -          | -                 | -                 | -                 | -                 | -                | -                | -                | -                | -        | -      | -           | -          |
| G. Donati     | 23         | 0          | 5           | 0          | 4                 | 0                 | 0                 | 0                 | 6                | 0                | 1                | 0                | 33       | 0      | 6           | 0          |
| R. Hilbert    | 16         | 1          | 2           | 0          | 1                 | 0                 | 0                 | 0                 | 2                | 0                | 1                | 0                | 19       | 1      | 3           | 0          |
| N. Perrey     | -          | -          | -           | -          | -                 | -                 | -                 | -                 | -                | -                | -                | -                | -        | -      | -           | -          |
| E. Spahić     | 27         | 2          | 9           | 1          | 2                 | 0                 | 0                 | 0                 | 6                | 0                | 0                | 1                | 35       | 2      | 9           | 2          |
| K. Stafylidīs | 1          | 0          | 0           | 0          | -                 | -                 | -                 | -                 | -                | -                | -                | -                | 1        | 0      | 0           | 0          |
| Ö. Toprak     | 28         | 1          | 5           | 0          | 3                 | 0                 | 1                 | 0                 | 8                | 2                | 0                | 0                | 39       | 3      | 6           | 0          |
| P. Wollscheid | 20         | 0          | 6           | 0          | 3                 | 0                 | 1                 | 0                 | 4                | 0                | 0                | 0                | 27       | 0      | 7           | 0          |
| L. Bender     | 29         | 3          | 2           | 1          | 4                 | 1                 | 0                 | 0                 | 6                | 0                | 2                | 0                | 39       | 4      | 4           | 1          |
| J. Brandt     | 12         | 2          | 1           | 0          | -                 | -                 | -                 | -                 | 2                | 0                | 0                | 0                | 14       | 2      | 1           | 0          |
| E. Can        | 29         | 3          | 9           | 0          | 3                 | 1                 | 1                 | 0                 | 7                | 0                | 3                | 1                | 39       | 4      | 13          | 1          |
| G. Castro     | 30         | 5          | 7           | 0          | 3                 | 0                 | 0                 | 0                 | 6                | 0                | 2                | 0                | 39       | 5      | 9           | 0          |
| L. Dürholtz   | -          | -          | -           | -          | -                 | -                 | -                 | -                 | -                | -                | -                | -                | -        | -      | -           | -          |
| A. Guardado   | 4          | 0          | 2           | 0          | 1                 | 0                 | 0                 | 0                 | 2                | 0                | 1                | 0                | 7        | 0      | 3           | 0          |
| J. Hegeler    | 18         | 0          | 3           | 0          | 3                 | 0                 | 0                 | 0                 | 5                | 1                | 0                | 0                | 26       | 1      | 3           | 0          |
| R. Kruse      | 15         | 2          | 1           | 0          | 2                 | 1                 | 0                 | 0                 | 4                | 0                | 0                | 0                | 21       | 3      | 1           | 0          |
| J. Meffert    | -          | -          | -           | -          | -                 | -                 | -                 | -                 | -                | -                | -                | -                | -        | -      | -           | -          |
| A. Mühling    | -          | -          | -           | -          | -                 | -                 | -                 | -                 | -                | -                | -                | -                | -        | -      | -           | -          |
| L. Öztunalı   | 9          | 0          | 0           | 0          | -                 | -                 | -                 | -                 | -                | -                | -                | -                | 9        | 0      | 0           | 0          |
| S. Reinartz   | 14         | 0          | 5           | 0          | 3                 | 0                 | 0                 | 0                 | 5                | 0                | 1                | 0                | 22       | 0      | 6           | 0          |
| S. Rolfes     | 31         | 4          | 1           | 0          | 4                 | 0                 | 1                 | 0                 | 8                | 3                | 1                | 0                | 43       | 7      | 3           | 0          |
| S. Ryu        | 2          | 0          | 0           | 0          | -                 | -                 | -                 | -                 | -                | -                | -                | -                | 2        | 0      | 0           | 0          |
| S. Sam        | 22         | 8          | 2           | 0          | 3                 | 3                 | 2                 | 0                 | 6                | 2                | 0                | 0                | 31       | 13     | 4           | 0          |
| M. Wagener    | -          | -          | -           | -          | -                 | -                 | -                 | -                 | 1                | 0                | 1                | 0                | 1        | 0      | 1           | 0          |
| E. Derdiyok   | 18         | 1          | 2           | 0          | 3                 | 0                 | 0                 | 0                 | 5                | 0                | 1                | 0                | 26       | 1      | 3           | 0          |
| S. Kießling   | 32         | 15         | 3           | 0          | 4                 | 2                 | 0                 | 0                 | 7                | 2                | 1                | 0                | 43       | 19     | 4           | 0          |
| H. Son        | 31         | 10         | 1           | 0          | 4                 | 2                 | 1                 | 0                 | 8                | 0                | 1                | 0                | 43       | 12     | 3           | 0          |
| D. Kohr       | 2          | 0          | 0           | 0          | -                 | -                 | -                 | -                 | 2                | 0                | 1                | 0                | 4        | 0      | 1           | 0          |